# Dark Cloud (attore)
Chief Dark Cloud, nato Elijah Tahamont (Odanak, 20 settembre 1861 – Los Angeles, 1918), è stato un attore cinematografico nativo americano.
Insieme a Josephine Crowell e Jennie Lee, fu uno dei tre membri del cast di La nascita di una nazione che erano vivi all'epoca della Guerra civile americana.

## Biografia
Era sposato a Margaret Camp. Dal loro matrimonio nacquero due figlie, Beulah Tahamont Parker Filson che lavorò anche lei nel cinema con il nome di Beulah Dark Cloud, e Bessie 'Bright Eyes' Tahamont, che morì a 15 anni nel settembre 1907 ad Astoria (New York).
L'attore morì a 56 anni, nel 1918 a Los Angeles, vittima dell'Influenza spagnola.

## Filmografia

### Attore
- The Broken Doll, regia di David W. Griffith (1910)
- The Song of the Wildwood Flute, regia di D.W. Griffith (1910)
- The Squaw's Love, regia di D.W. Griffith (1911)
- The Last of the Mohicans, regia di Theodore Marston (1911)
- A Tale of the Wilderness, regia di D.W. Griffith (1912)
- An Indian's Loyalty, regia di Christy Cabanne (1913)
- Influence of the Unknown, regia di Christy Cabanne (1913)
- The Chieftain's Sons, regia di Christy Cabanne (1913)
- The Stiletto, regia di Arthur Mackley (1914)
- La medaglia disonorata (The Dishonored Medal), regia di Christy Cabanne - mediometraggio (1914)
- The Severed Thong (1914)
- A Red Man's Heart (1914)
- The Mystery of the Hindu Image, regia di Jack O'Brien (John B. O'Brien) (1914)
- La redenzione di Sierra Jim (Sierra Jim's Reformation), regia di John B. O'Brien (1914)
- The Saving Grace, regia di Christy Cabanne (1914)
- Who Shot Bud Walton?, regia di Raoul Walsh (1914)
- A Banakie Maiden (1915)
- La nascita di una nazione (The Birth of a Nation), regia di D.W. Griffith (1915)
- The Boundary Line, regia di Arthur Mackley (1915)
- Captain Macklin, regia di John B. O'Brien (1915)
- The Son of the Dog, regia di Frank Montgomery - cortometraggio (1915)
- The Huron Converts (1915)
- The Celestial Code, regia di Raoul Walsh (1915)
- The Ceremonial Turquoise (1915)
- The Little Lumberjack, regia di Ray Myers (1915)
- The Indian Trapper's Vindication (1915)
- The Penitentes, regia di Jack Conway (1915)
- Intolerance: Love's Struggle Throughout the Ages, regia di D.W. Griffith (1916)
- The Spirit of '76, regia di Frank Montgomery (1917)
- John Ermine of Yellowstone
- Naked Fists
- Lotta per amore
- What Am I Bid?, regia di Robert Z. Leonard (1919)
- The Woman Untamed

### Film o documentari dove appare Dark Cloud
- Life and Customs of the Winnebago Indians, regia di George L. Cox - cortometraggio, documentario (1912)